# Weißbeerige Mistel
Die Weißbeerige Mistel (Viscum album L.), meist Mistel genannt, mit ihren drei Unterarten, nämlich der Laubholz-, Tannen- und Föhren-Mistel (ssp. album, abietis etc.) ist eine Pflanzenart in der Familie der Sandelholzgewächse (Santalaceae). Oft wird sie zusammen mit einigen anderen Gattungen wie den auf Nadelbäumen wachsenden Arceuthobium-Arten und den auf Amerika beschränkten zahlreichen Arten der Gattung Phoradendron in eine eigene Familie Viscaceae gestellt, die dann ungefähr 400 Arten umfasst. Sie ist eine der wenigen parasitisch lebenden Gefäßpflanzenarten Europas, die direkt an Sprossachsen der Wirtspflanzen zu finden sind.

## Beschreibung

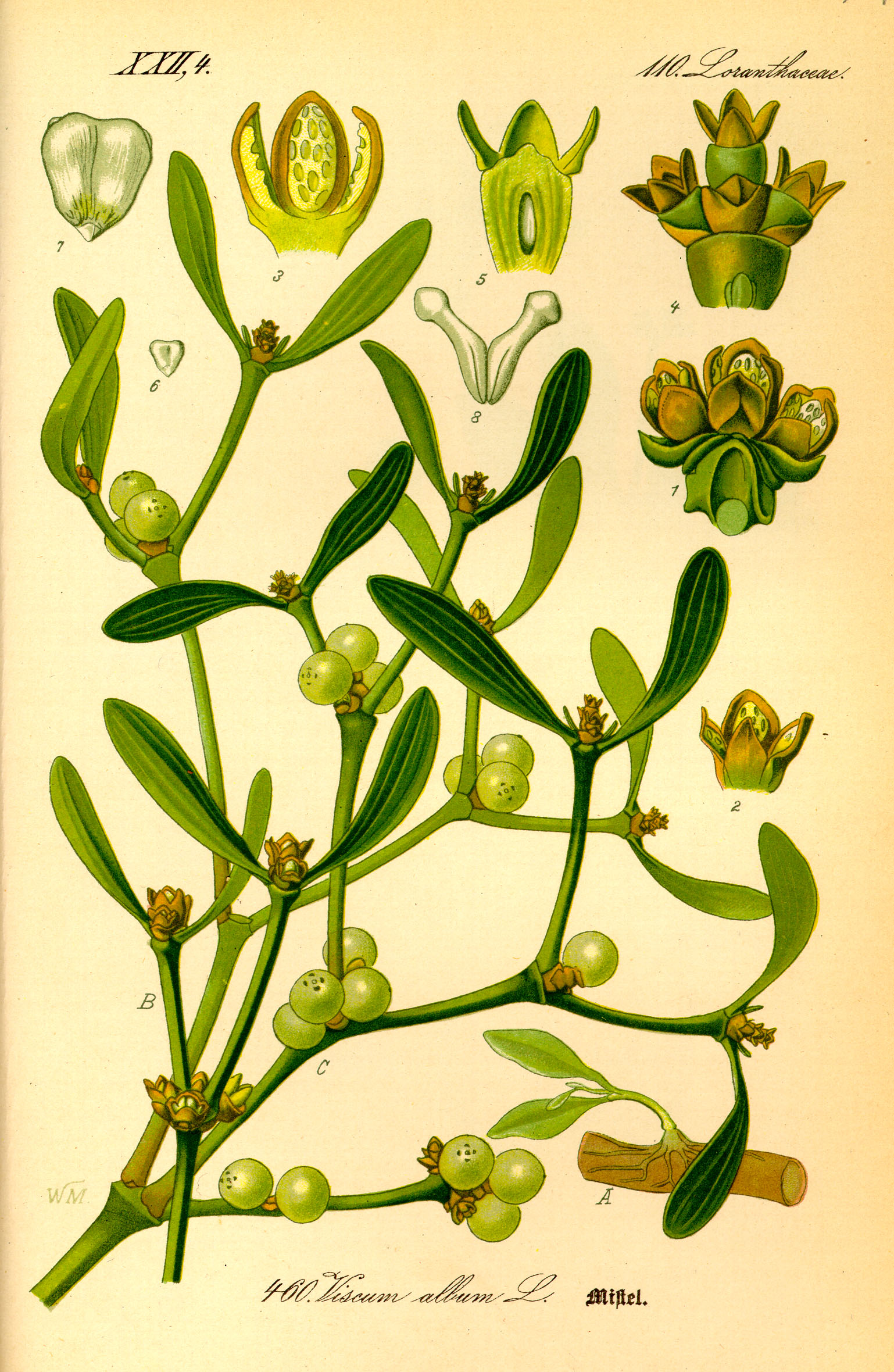
Illustration

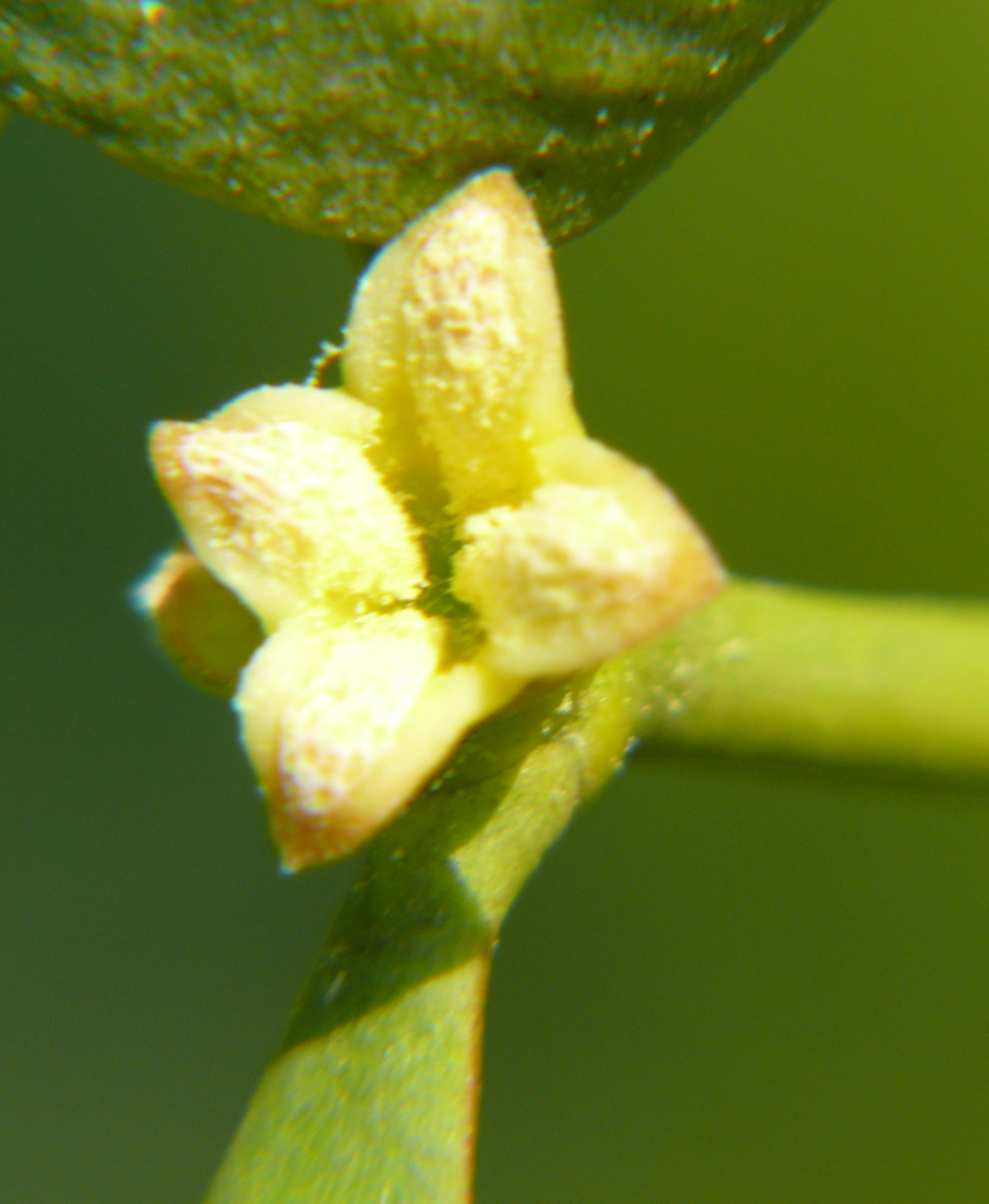
Männliche Blüte

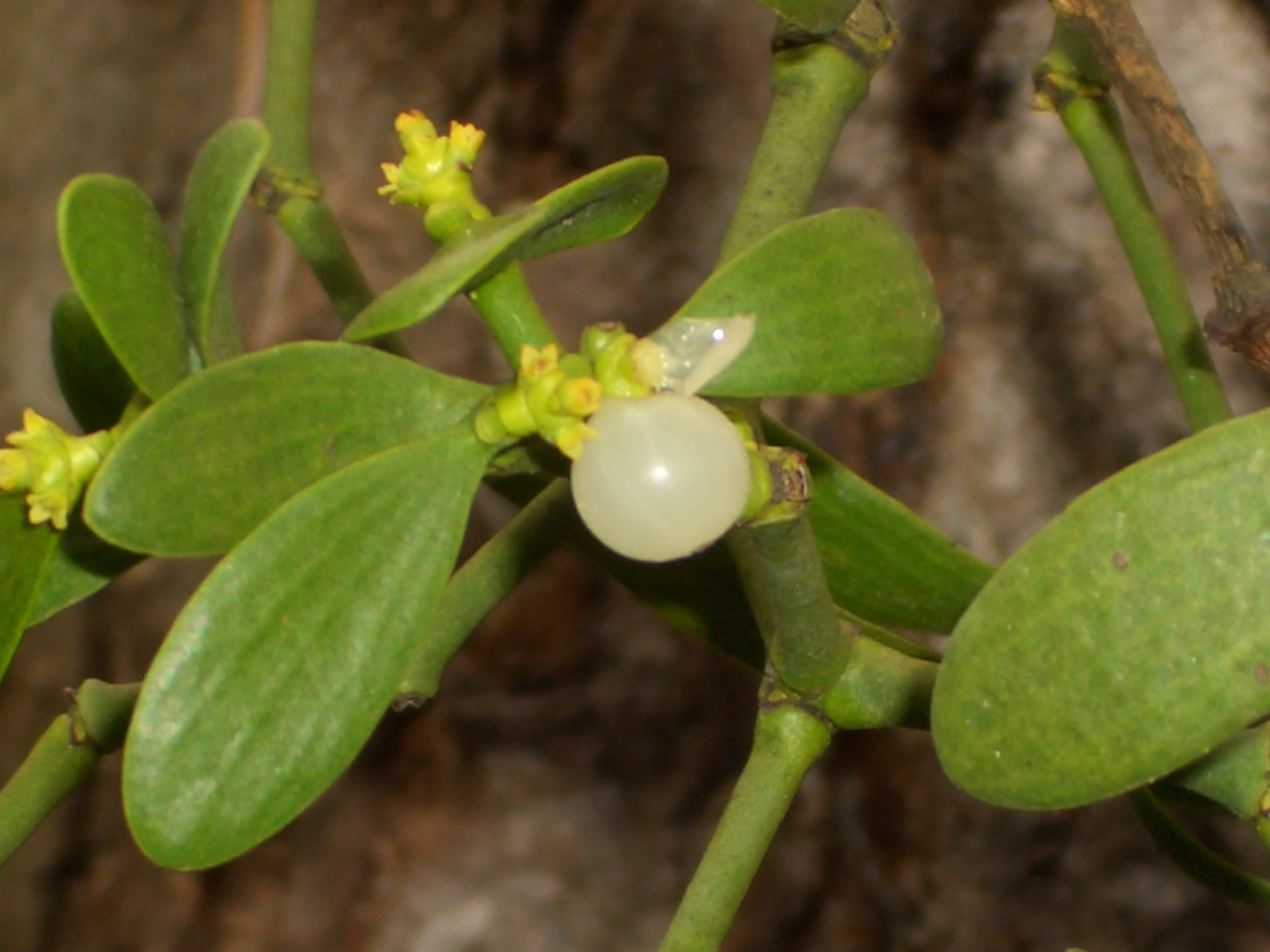
Blätter, Blüten und Beere der Tannen-Mistel (Viscum album subsp. abietis)

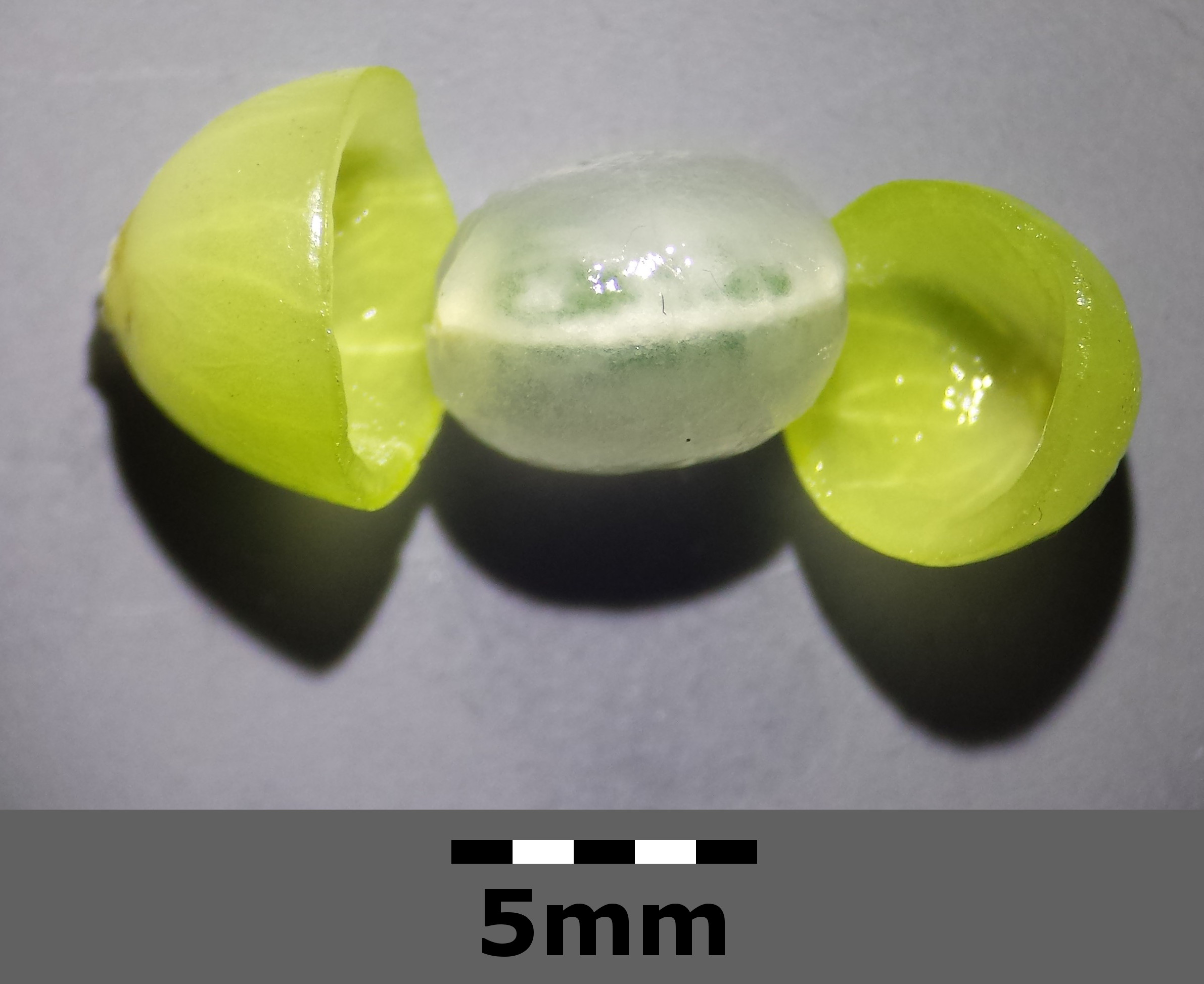
Aufgeschnittene Frucht der Föhren-Mistel (Viscum album subsp. austriacum)

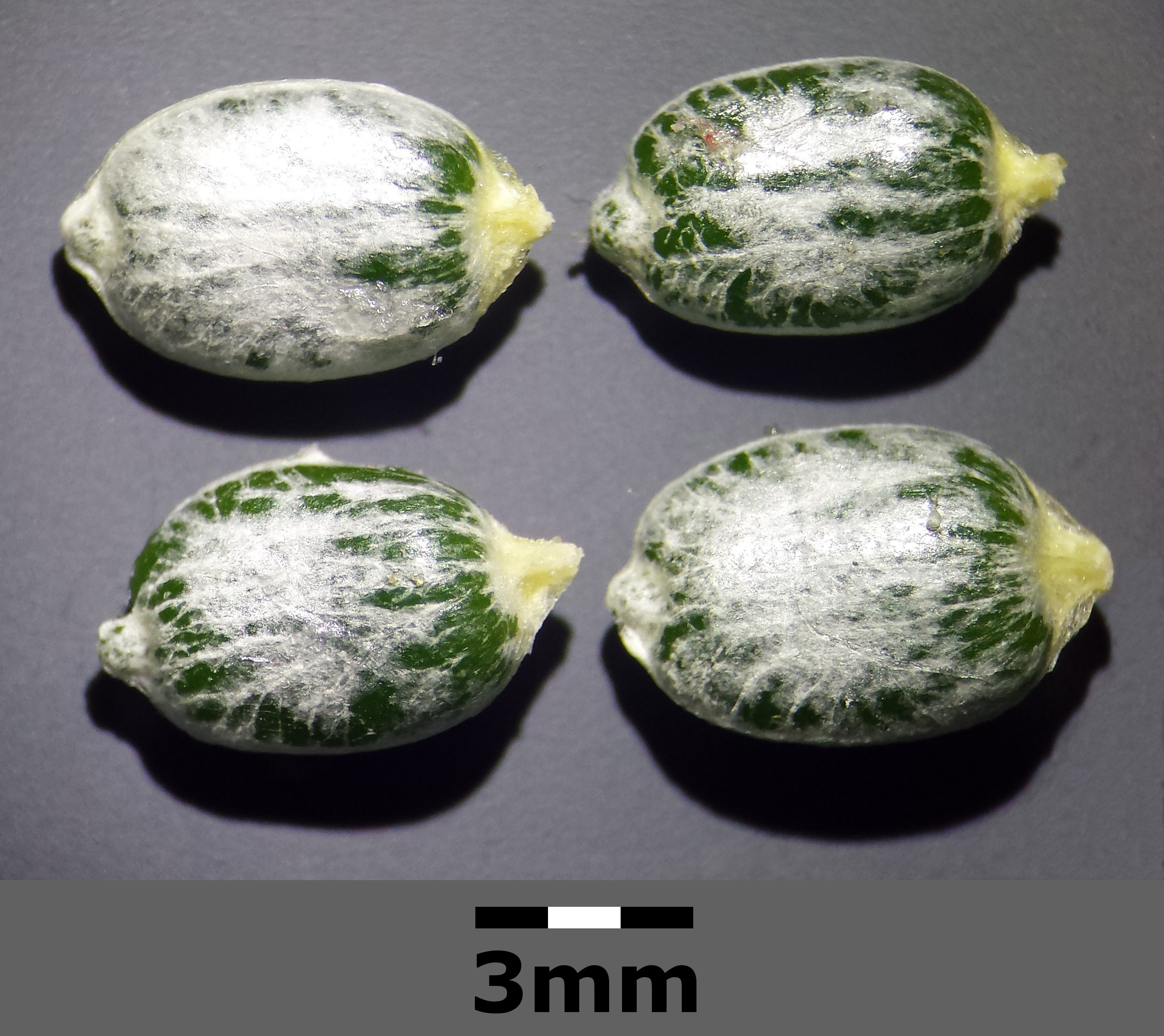
Samen der Föhren-Mistel (Viscum album subsp. austriacum)

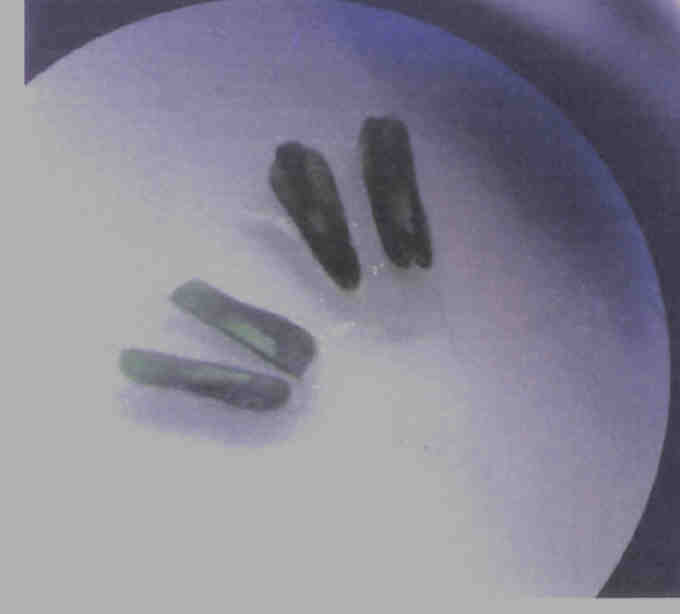
Embryonen der Weißbeerigen Mistel

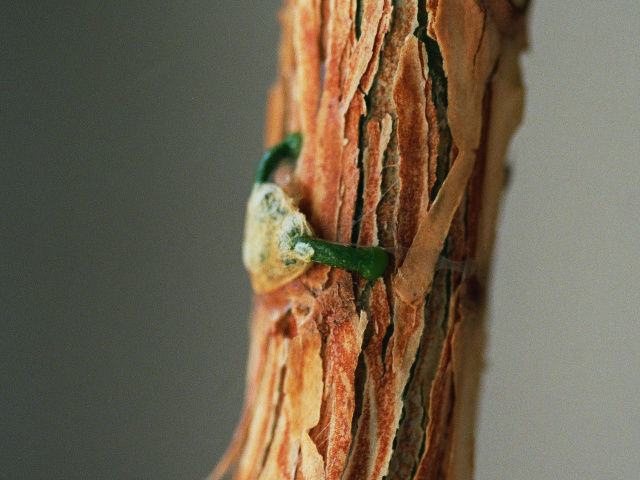
Angetrockneter Samenkern der Weißbeerigen Mistel mit zwei gekeimten Embryonen

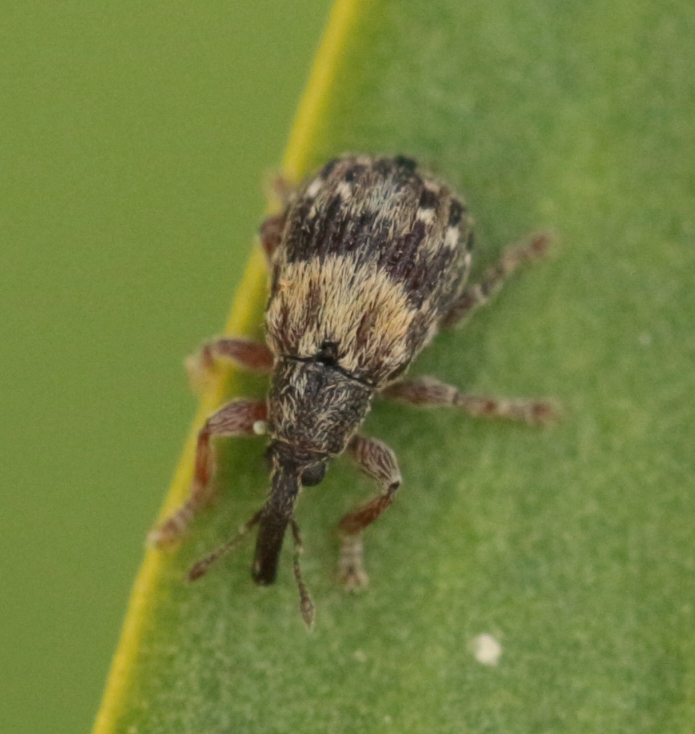
Der Mistel-Spitzmausrüssler (Ixapion variegatum)

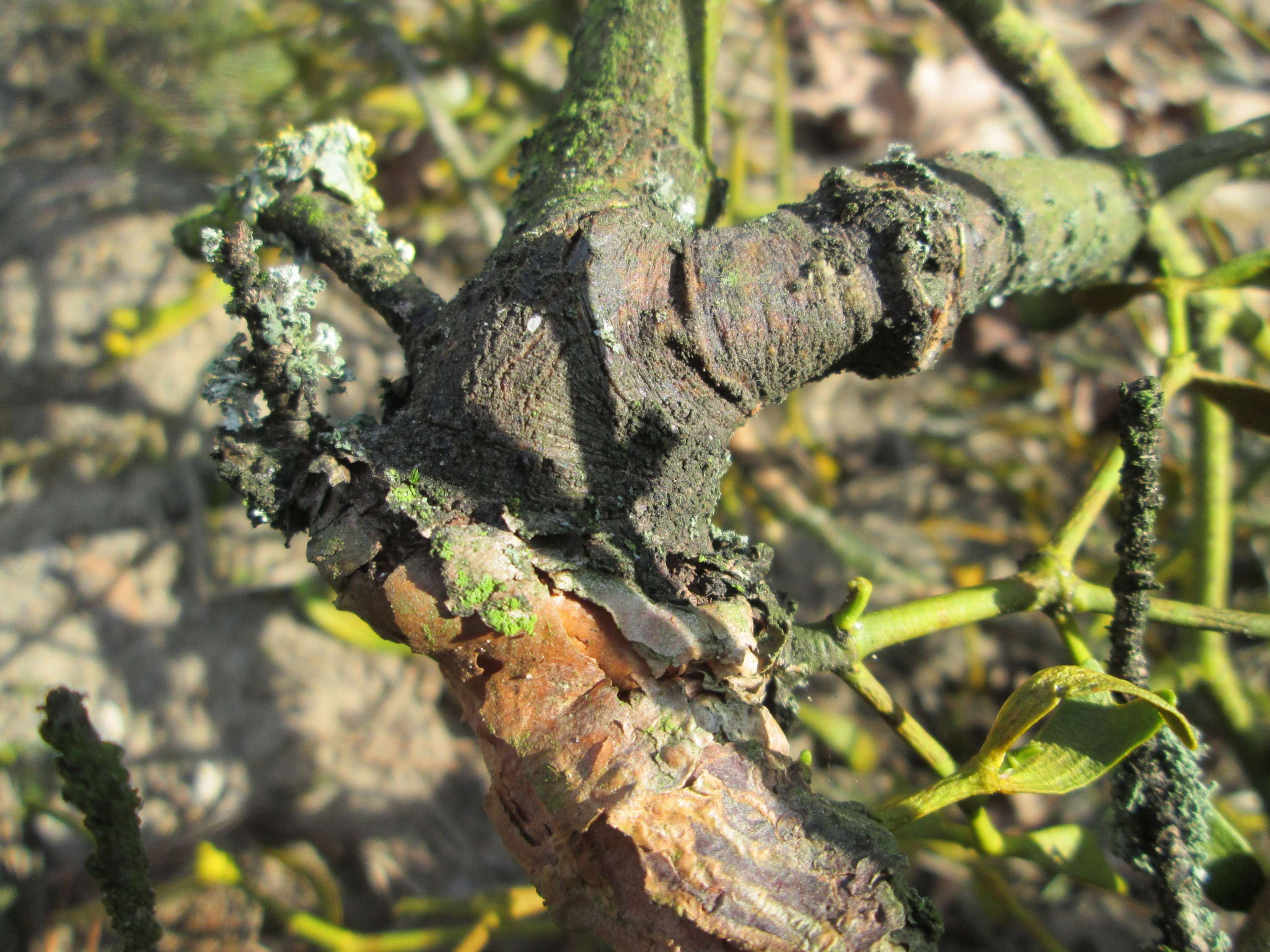
Aufsatz der Mistel an einem Ast einer Kiefer

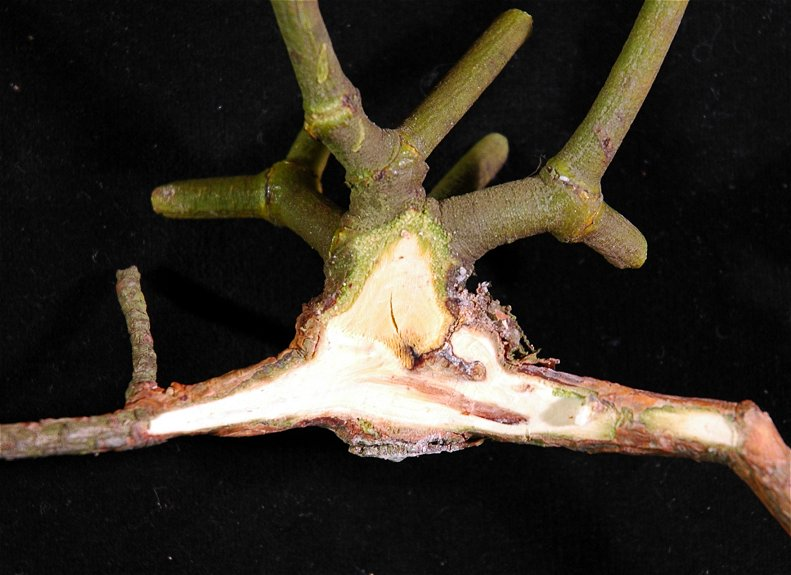
Schnitt durch einen Mistelbefall an Kiefer, deutlich sind die Abwehrbemühungen des Baumes durch Wucherung und Harzbildung zu erkennen

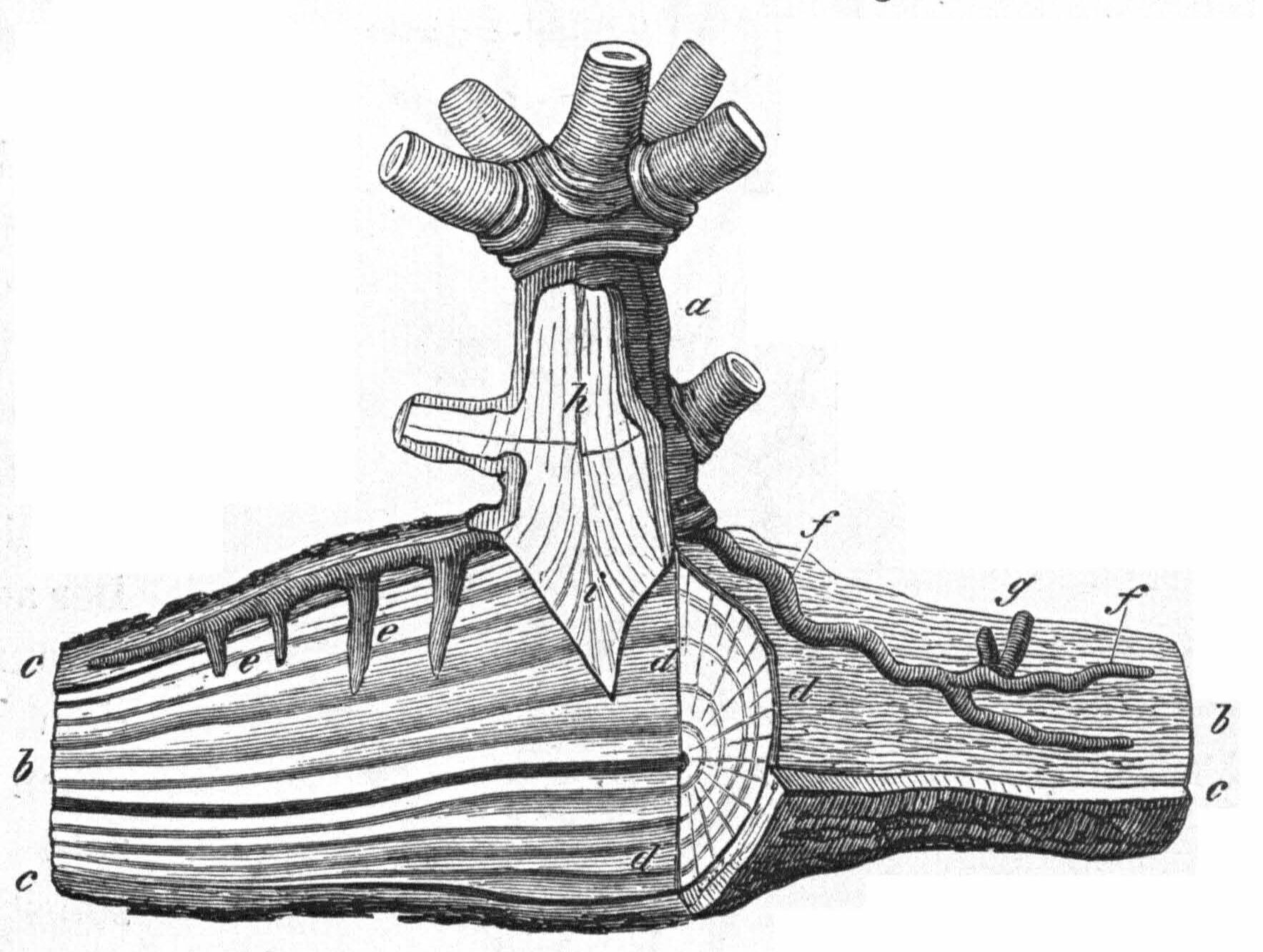
Haustorium, Illustration

### Erscheinungsbild und Blatt
Die Weißbeerige Mistel wächst als sattgrüner – im Falle der selteneren männlichen Exemplare: gelblich-grüner – immergrüner Halbstrauch parasitierend auf anderen Gehölzen. Dieser Halbschmarotzer sitzt auf den Ästen von Bäumen und entzieht Wasser und darin gelöste Mineralsalze aus deren Holzteil. Im Laufe der Jahre wachsen Misteln häufig zu kugeligen Büschen heran, die bis zu 1 Meter Durchmesser erreichen können. Die oft gleichmäßig gabelig verzweigten Sprossachsen der Mistel sind an den Knoten (Nodi) durch Furchen gegliedert und brechen dort leicht ab. Es sind drei bis fünf undeutliche Blattadern vorhanden. Diese verlaufen parallel und sind nicht vernetzt.
An den Enden der Sprossachsen sitzen gegenständig die ungestielten Laubblätter, die mehrjährig sein können. Die etwas dickliche, fast lederige, einfache Blattspreite ist bei einer Länge von 2,5 bis 7 Zentimeter und einer Breite von 0,5 bis 3,5 Zentimeter elliptisch bis verkehrt-lanzettlich oder verkehrt-eiförmig mit stumpfem oberem Ende. Beim Parasitieren auf Robinien können die Blätter bis zu 15 Zentimeter lang und 1,3 mm dick werden. Beide Blattseiten erscheinen gleichartig ausgebildet (äquifazial) und haben deutlich eingesenkte Spaltöffnungen. Wegen ihrer „immergrünen“, jedenfalls wintergrünen Blätter bilden Weißbeerige Misteln im Laufe der Jahre ein Holz, in dem – ähnlich wie bei Buchsbaum, Stechpalme und Efeu – Jahresringe nur undeutlich erkennbar sind. Anders als bei den drei genannten immergrünen Gehölzen bleiben die Blätter der Weißbeerigen Misteln nicht länger als zwei Jahre und deshalb nur in der Außenzone an der Pflanze.

### Blüte
Die Blütezeit der Weißbeerigen Mistel reicht bei günstiger Witterung in Mitteleuropa von Mitte Januar bis Anfang April. Die Weißbeerige Mistel ist zweihäusig getrenntgeschlechtig (diözisch), manchmal mit Vorherrschen der weiblichen Exemplare. Drei bis fünf Blüten stehen in den obersten Blattachseln knäuelig beisammen. Die zwei Tragblätter sind etwa 2 Millimeter lang, konkav und bewimpert mit stumpfem oberem Ende.
Die unscheinbaren, eingeschlechtigen Blüten sind sitzend. Die drei oder vier freien, dicken Blütenhüllblätter sind bei einer Länge von etwa 1 Millimeter bei den weiblichen Blüten dreieckig und hinfällig. Die vier Staubblätter in den Blüten der (deutlich selteneren) männlichen (staminaten) Pflanzen besitzen keine Staubfäden. Die rückseitig mit den hier etwa doppelt so langen Blütenhüllblättern verwachsenen Staubbeutel öffnen sich mit vielen Poren; sie weisen einen deutlichen, fruchtigen Duft auf. Der unterständige Fruchtknoten ist bei einer Länge von etwa 2 Millimetern verkehrt-eiförmig. Die sitzende Narbe ist bei einer Länge von etwa 1 Millimeter konisch.

### Frucht und Samen
Von der Blüte im Februar bis zur Reife der Beeren in der Adventszeit vergehen circa neun Monate. Die weißlichen, etwas durchscheinenden, einsamigen Beeren sind bei einem Durchmesser von etwa 1 Zentimeter kugelig. Die 5 bis 6 Millimeter langen Samenkerne sind von einem weißen, zähen, durch Viszin schleimig klebrigen Fruchtfleisch (Pulpa) umgeben. Typisch für die Beeren der Laubholz-Mistel sind zwei sehr lang ausziehbare Fäden zwischen dem Samenkern und der Beerenhaut. Diese Strukturen sind in den Früchten der Nadelholz-Misteln nicht ausgebildet. Schon im einzelnen Samen bilden sich bei der Laubholz- und der südwesteuropäischen Rotbeerigen Mistel bis zu drei oder sehr selten vier grüne Embryonen aus.

### Chromosomenzahl
Die Chromosomenzahl beträgt 2n = 20.

## Ökologie
Ihre für Blütenpflanzen ungewöhnliche Lebensweise als Parasiten macht Misteln für Naturforscher interessant. Ein Mistelforscher schrieb deshalb vor rund 100 Jahren in seinem grundlegenden Werk: „Wenige ahnen, daß die Mistel eine der allerinteressantesten Pflanzen ist, mit der sich die Wissenschaft schon im Altertum beschäftigte und seitdem sich mit ihr unablässig abgegeben hat.“
Die Weißbeerige Mistel ist ein strauchartiger Halbschmarotzer auf den Ästen und gelegentlich Stämmen verschiedener Gehölze. Aus deren Holzteil, dem sogenannten Xylem, entzieht sie Wasser und darin gelöste Nährsalze. Wegen der dazu erforderlichen starken Transpiration fühlen sich die Blätter der Mistel kühl an, was als Verdunstungskälte gedeutet wird. Die Pflanzen können zu kugeligen Büschen von maximal 1 Meter Durchmesser heranwachsen und bis etwa 70 Jahre alt werden. Das Wachstum ist sehr langsam; der Zuwachs beträgt ein Sprossglied pro Jahr. So sollen Zweige von 50 Zentimetern Länge etwa 30 Jahre alt sein. Bei ihrer ersten Blüte sind Misteln sechs bis sieben Jahre alt. Die Rinde der Sprosse bildet keine Korkschicht aus, bleibt also grün und kann deshalb jahrelang Photosynthese betreiben.
Die Pollenkörner sind untereinander durch zarte, elastisch-klebrige Viszinfäden verbunden, können also nicht vom Wind verfrachtet werden. Die Pollenübertragung (Bestäubung) erfolgt nicht etwa, wie oft vermutet und behauptet wird, „durch den Wind“ oder durch Bienen, sondern im Wesentlichen durch Fliegen, wie bereits Joseph Gottlieb Kölreuter ermittelt hatte, dem allerdings lange Zeit nicht geglaubt wurde.

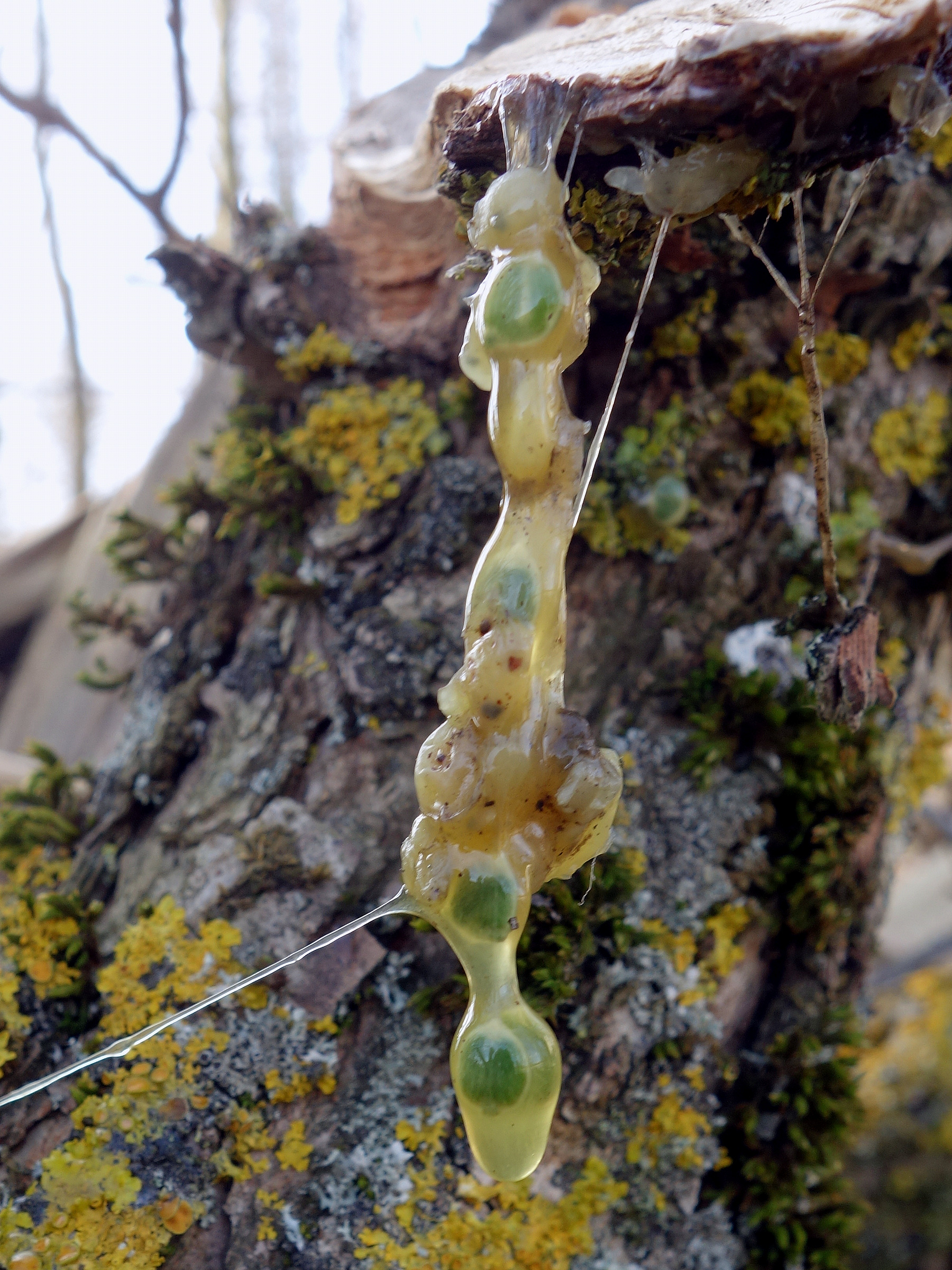
Ausgeschiedene Samen der Weißbeerigen Mistel

Die klebrige Pulpa, die die Samen umgibt, ermöglicht die Ausbreitung durch Vögel. Die Samen der meisten Mistelarten werden nämlich durch Vögel ausgebreitet (Verdauungsverbreitung, Endozoochorie). Für die Weißbeerige Mistel sind die üblichen Verbreitervögel die Misteldrossel, die Mönchsgrasmücke und der gelegentliche Wintergast Seidenschwanz. Nur sie fressen die klebschleimreichen Früchte der Misteln. Sie können den zähschleimumhüllten Innenteil mit den Samen jedoch nicht verdauen. Deshalb werden die Samen mit ihrer Klebschleimhülle von Misteldrosseln und Seidenschwänzen nach recht kurzer Darmpassage wieder ausgeschieden. Verfangen sich die Ausscheidungen dieser Vögel – ob sitzend oder darüber hinwegfliegend – auf den Ästen nicht „mistelfester“ Bäume, dann haben die grünen Embryonen in den Samenkernen die Chance, dort erfolgreich zu keimen und sich zu etablieren. Mönchsgrasmücken heften die Samenkerne mit ihrer Innenschleimhülle, bevor sie den Außenteil der Beere verschlucken, direkt mit dem Schnabel auf einen nächstliegenden Ast. Dies kann auch ein Spross der Mistel selbst sein. Auch dort können sie erfolgreich keimen, denn auch die Mistel selbst ist keineswegs mistelfest. So ist in beiden Fällen die Keimung stets besonders erfolgreich, sobald Regen und Sonne für günstige Bedingungen sorgen. Ob auch die Wacholderdrossel zu den Mistelverbreitervögeln gehört, wie teilweise behauptet wurde, muss noch endgültig geklärt werden. Amseln („Schwarzdrosseln“) gehören jedenfalls nicht zu den Mistelausbreitervögeln. Im Gegenteil: Eine Amsel in Gefangenschaft würde „lieber verhungern als die Beeren zu fressen“.
Bei der Keimung streckt sich zunächst das Hypokotyl. Es krümmt sich dabei vom Licht weg abwärts (negative Phototaxis). Sobald dann seine Spitze die Unterlage (möglichst Rinde des Wirtes) erreicht, bildet sie dort eine Haftscheibe aus. Aus deren Zentrum treibt der Keimling zunächst einen Penetrationskeil, danach einen Saugfortsatz (Haustorium) durch die Rinde des Wirtsastes hindurch. In den Saftbahnen der lebenden Rinde breitet sich die junge Mistel dann langsam in Form grüner Rindensaugstränge aus. Das zentrale Haustorium entwickelt sich im Laufe der Zeit zu einer Primärwurzel, die mit dem Dickenwachstum des Tragastes immer weiter in das Wirtsgewebe einwächst. Aus der Primärwurzel wachsen im folgenden Jahr sogenannte Senkerwurzeln, die bis in das Leitungsgewebe des Wirtes vordringen und selber auch wieder in der Lage sind, neue Senker sowie Wurzelsprosse auszubilden. Erst nachdem die Senkerwurzeln die Leitungsbahnen des Wirtes erreicht haben, entwickelt sich die Mistel weiter. Nach vielen Jahren ist die Mistel dann so reich verzweigt, dass sie kugelige Büsche von bis zu einem Meter Durchmesser oder auch schlaff herabhängende Formen bilden kann. Der Parasitismus der Mistel kann für die Wirtspflanze bedeuten, dass der Ast, auf dem die Mistel lebt, oder auch der ganze Baum abstirbt. Auf Obstplantagen kommt es häufig zu Ernteverlusten, wenn die Wirtspflanze nicht mehr ausreichend Wasser und Nährstoffe zur Verfügung hat, um genügend Früchte auszubilden. In der Schweiz ist es deshalb bei Strafe verboten, in Apfel-Kulturen Misteln zu dulden.
Die grünen Embryonen sind bereits in den durchscheinenden Beeren photosynthetisch aktiv. Nach Einnistung in lebender Rinde kann daher ein frühes Entwicklungsstadium auch einige Jahre kaum sichtbar überdauern, solange die Haustorien-Zellen die Leitungsbahnen der Wirtspflanze nicht erreichen können. Die Ursache, warum die junge Mistel manchmal in diesem kryptischen Zustand verbleibt, ist bis heute nicht erforscht.
Eine weitere Besonderheit der Mistel ist, dass sie als photosynthetisch aktiver Halbschmarotzer ihrem Wirt eigentlich nur Wasser und Mineralsalze entziehen müsste, deshalb erstaunt es auch heute noch viele Forscher, dass sie dennoch die Leitungsbahnen für die organischen Substanzen (das Phloem) des Wirtes anzapft. Ob sie dabei dem Wirt auch Nährstoffe entzieht, wird im Moment noch kritisch diskutiert.
Es gibt nur relativ wenige Insekten, die auf die Mistel spezialisiert sind, so der  Spitzmausrüsselkäfer Ixapion variegatum, der unter den Borkenschuppen des Wirtsbaumes überwintert, der Borkenkäfer Liparthrum  bartschti, die Blattflohart Cacopsylla visci und die Schildlaus Carulaspis  visci. Unter den Schmetterlingen haben sich die Raupen des Mistel-Wicklers (Celypha woodiana)  und  des  Mistel-Glasflüglers (Synanthedon  loranthi) auf die Mistel spezialisiert. Auch die Raupen des Blausiebs findet man in den Zweigen der Mistel.

## Verbreitung
Das Verbreitungsgebiet der Weißbeerigen Mistel sind die wintermilden Regionen Südskandinaviens sowie Mittel- und Südeuropas. Dort gedeiht sie zerstreut bis gebietsweise sehr häufig (dann als Plage empfunden) auf Laubbäumen wie zum Beispiel Apfelbäumen, Linden, Ahornen, Birken, Pappeln und Weiden, Hainbuchen, Rosskastanien, Weißdorn und besonders üppig und breitblättrig auf Robinien; auf Birnbäumen nur äußerst selten. Rot-Buchen (Fagus) und z. B. die Platanen sind dagegen „mistelfest“. Um 1900 wurde die Mistel in den Vereinigten Staaten als Neophyt eingeschleppt oder vom Gärtner Luther Burbank bewusst eingebürgert und hat sich nördlich von San Francisco auf über hundert verschiedenen Gehölzarten verbreitet.
Neben Viscum album kommt in Mitteleuropa noch die zu einer anderen Gattung und Familie gehörige Eichenmistel (Loranthus europaeus) vor. Diese ist im Unterschied zur Weißbeerigen Mistel nur sommergrün und weist Äste auf, die ab dem zweiten Jahr braun bis schwarzgrau sind. Die Eichenmistel, auch Riemenblume genannt, bildet gelbe Beeren.

## Systematik
Der wissenschaftliche Name der Weißbeerigen Mistel, Viscum album L., wurde 1753 von Carl von Linné in Species Plantarum erstveröffentlicht.
Es werden innerhalb der Art Viscum album mehrere Unterarten unterschieden, die eine Bindung an unterschiedliche Wirtsbaumarten besitzen:
- Laubholz-Mistel (Viscum album L. subsp. album) – auf Pappeln und Weiden, an Kernobstgewächsen auf Apfelbäumen, Ebereschen, Weißdorn und der großstrauchigen kanadischen Kupfer-Felsenbirne, an Steinobstgewächsen wie auf  Steinweichsel, Schlehe, Gewöhnliche Traubenkirsche und Spätblühende Traubenkirsche, auf Birken, Robinien und Goldregen, Linden, Ahornbäumen, Hasel, Flieder und Liguster, Taschentuchbaum, amerikanischer Rot- und Sumpf-Eiche, Balkan- und Appalachen- (= Gelbe) Rosskastanien, Schwarznuss; auf Birnbaum nur äußerst selten. Praktisch nicht vorkommend dagegen auf den europäischen Arten von Eschen, Erlen, verschiedenen Ulmen wie Feldulme und Bergulme; und gar nicht zum Beispiel auf Rot-Buche, Walnussbaum, Platanen, Paulownien, Götterbäumen oder Magnolien, die deshalb als mistelfest bezeichnet werden.[15] Die Chromosomenzahl dieser Unterart beträgt 2n = 20.[5] Die ökologischen Zeigerwerte nach Landolt & al. 2010 sind für Viscum album subsp. album in der Schweiz:  Lichtzahl L = 4 (hell),  Temperaturzahl T = 4+ (warm-kollin), Kontinentalitätszahl K = 3 (subozeanisch bis subkontinental).[16]

- Tannen-Mistel (Viscum album subsp. abietis (Wiesb.) Janchen, Synonym: Viscum abietis (Wiesb.) Fritsch) – auf einzelnen Tannenarten, zumindest Weiß- und Griechischer Tanne (Abies cephalonica),[15] sowie äußerst selten einmal auf einer Fichte sowie auf einer Laubbaumart. Im Schwarzwald und in den Allgäuer Alpen übersteigt sie die Höhenlage von 1000 Metern kaum.[17][18] Die ökologischen Zeigerwerte nach Landolt & al. 2010 sind in der Schweiz für Viscum album subsp. abietis: Lichtzahl L = 4 (hell),  Temperaturzahl T = 3+ (unter-montan und ober-kollin), Kontinentalitätszahl K = 2 (subozeanisch).[16]

- Kiefern-Mistel, Föhren-Mistel (Viscum album subsp. austriacum (Wiesb.) Vollm., Syn.: Viscum laxum Boiss. & Reut.) – auf Kiefern, sehr selten auf Fichten und Lärchen. Vorkommen in Süd- und Ostdeutschland: von Iffezheim beiderseits des Rheins nordwärts, im und um den Nürnberger Reichswald, Brandenburg; Österreich (häufig bis zerstreut in der collinen bis montanen Höhenstufe der Bundesländer Wien, Burgenland, Kärnten (unsicher), Niederösterreich, Oberösterreich, Steiermark, Tirol und Vorarlberg),[12] Südtirol und Japan.[9] Die Chromosomenzahl dieser Unterart beträgt 2n = 20.[19] Sie kommt vor in Gesellschaften des Verbands Erico-Pinion.[5] Die ökologischen Zeigerwerte nach Landolt & al. 2010 sind  für Viscum album subsp. austriacum in der Schweiz: Lichtzahl L = 4 (hell), Temperaturzahl T = 4+ (warm-kollin), Kontinentalitätszahl K = 4 (subkontinental).[16]

- Kretische Mistel (Viscum album subsp. creticum N.Böhling, Greuter, Raus, B.Snogerup, Snogerup & Zuber), eine weitere 2002 beschriebene Unterart, die als Endemit nur auf Kreta vorkommt und dort auf der Kalabrischen Kiefer (Pinus brutia) schmarotzt.[20]

Die früher gelegentlich als Unterart (Viscum album subsp. coloratum) geführte Koreanische oder Japanische Mistel wird dagegen heute als eigene Art (Viscum coloratum) angesehen. Bei manchen Autoren gibt es die asiatische Unterart Viscum album subsp. meridianum (Danser) D.G.Long.

Unterarten der Weißbeerigen Mistel
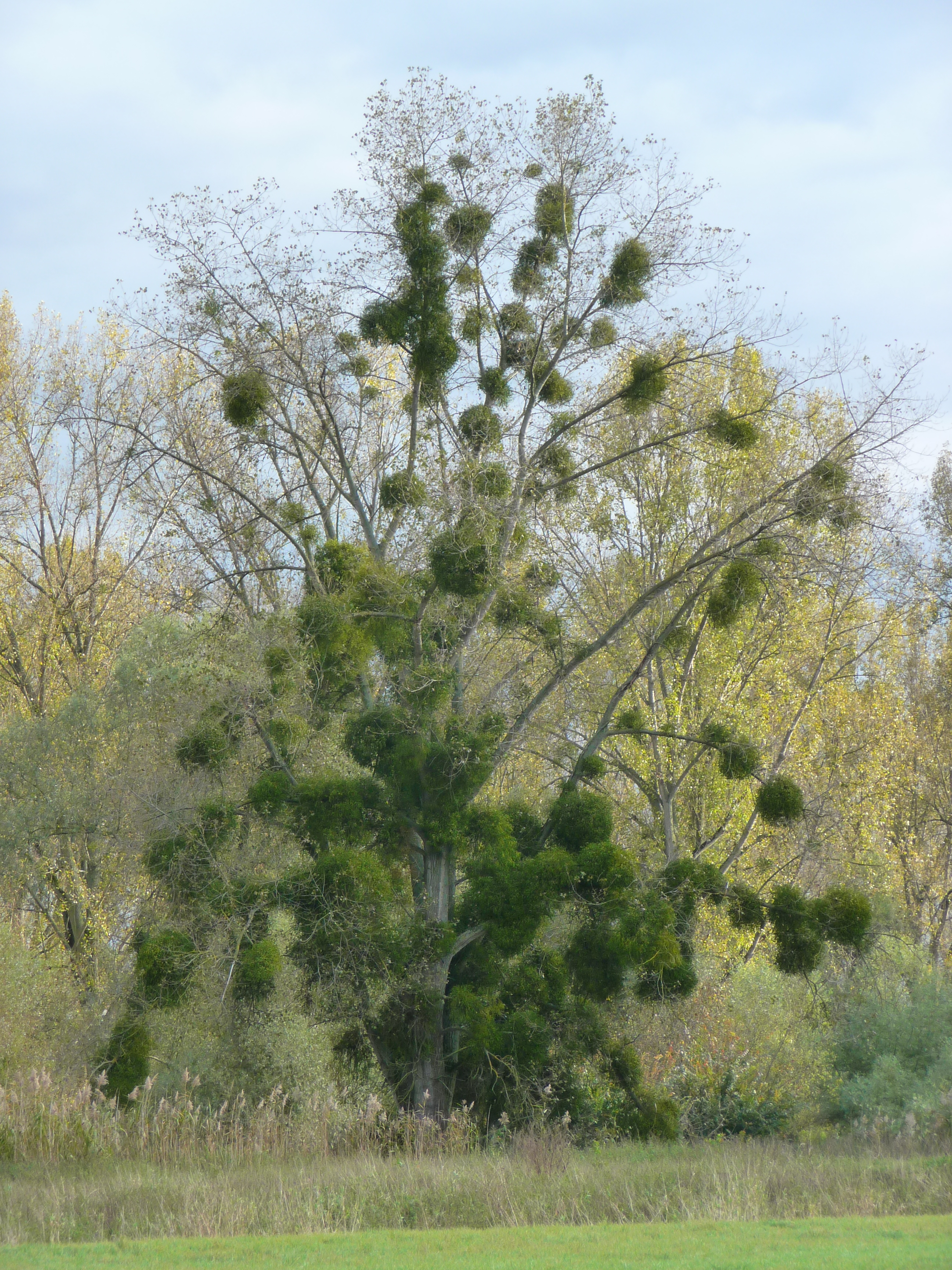
Laubholz-Mistel (Viscum album subsp. album), reichlicher Befall auf einer Pappel im Rheinauewald
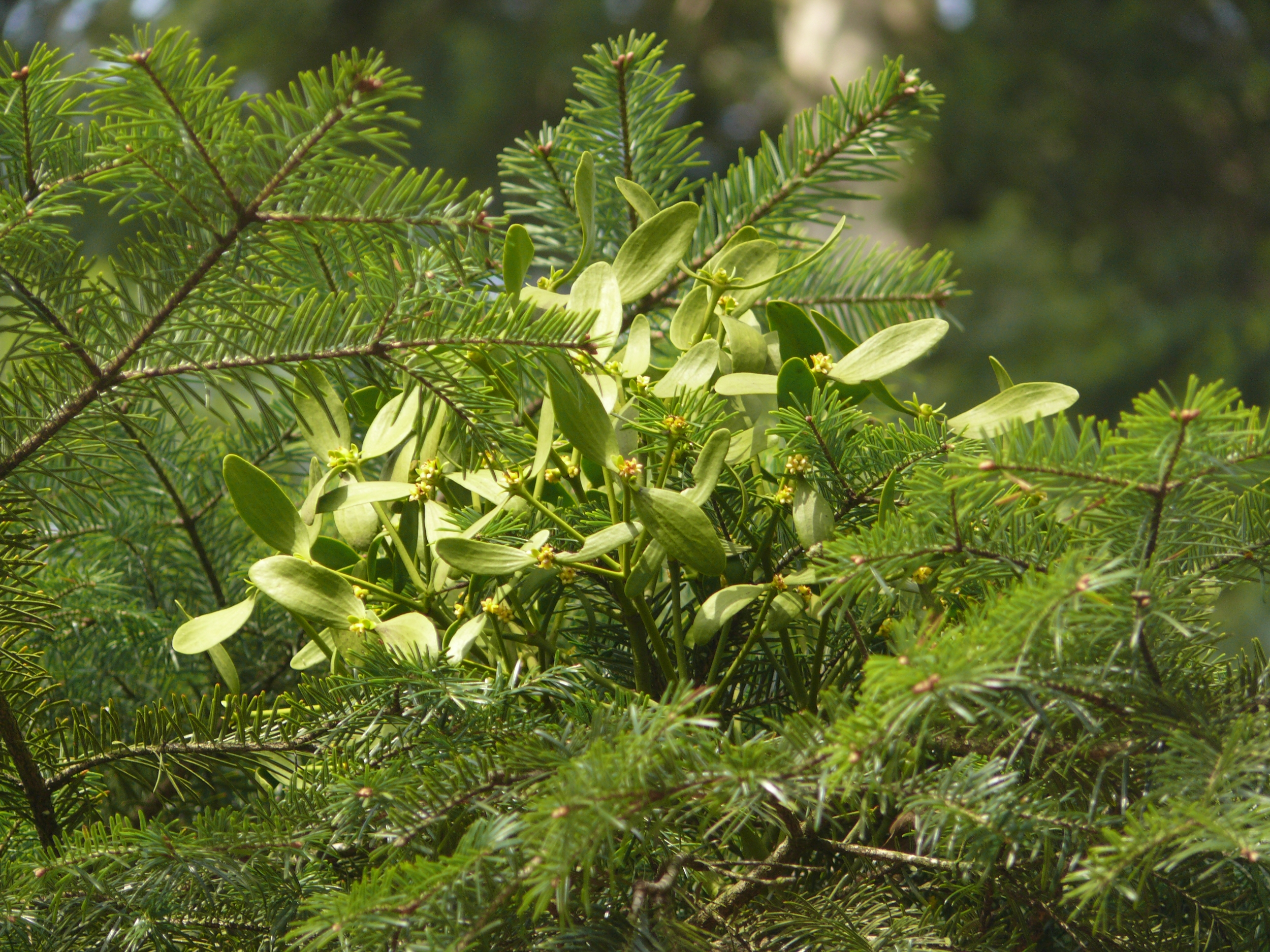
Tannen-Mistel (Viscum album subsp. abietis)
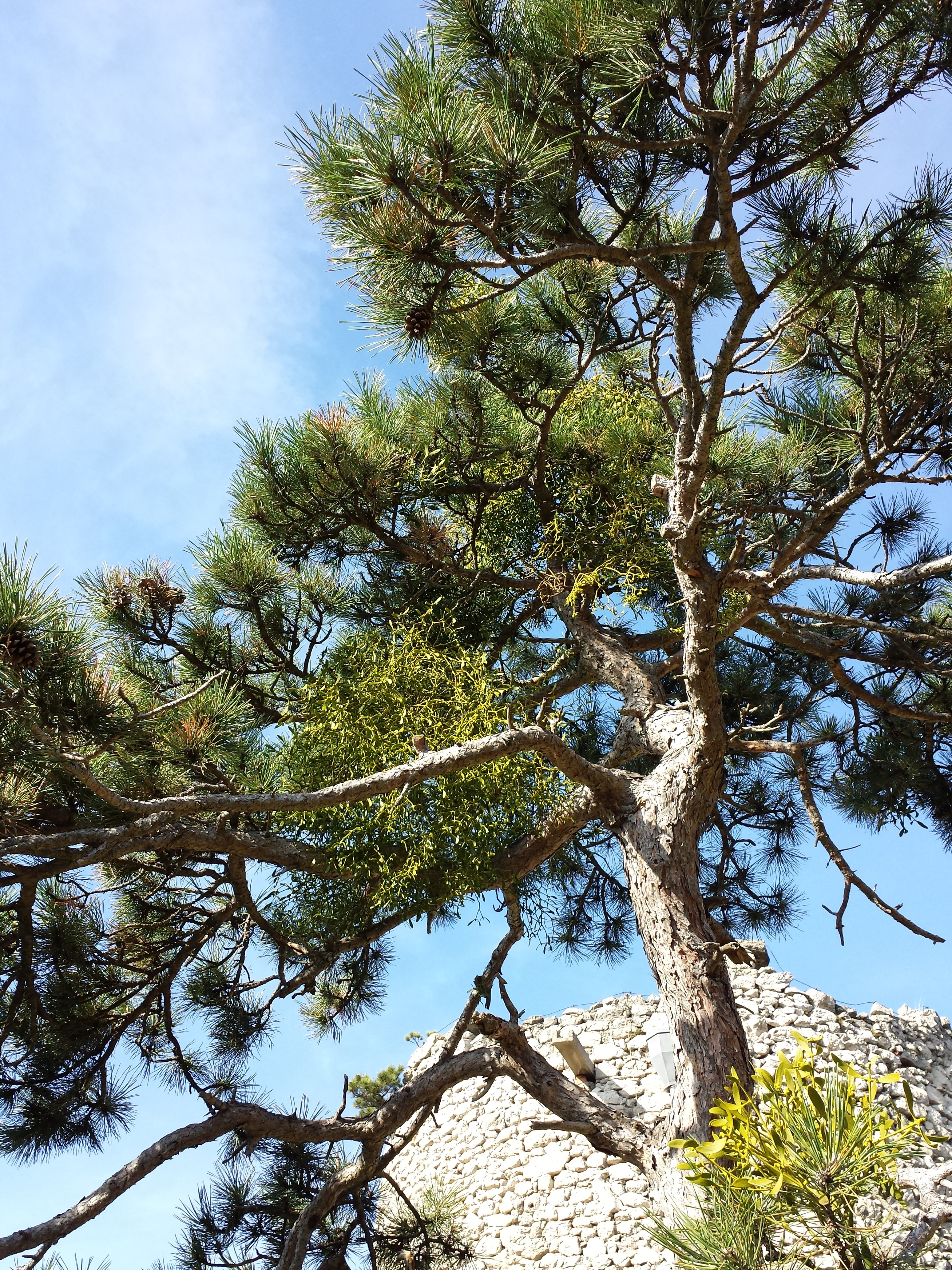
Kiefern-Mistel (Viscum album subsp. austriacum)

## Giftigkeit
Nach Einschätzung der Giftzentrale am Klinikum der Universität Bonn sind Misteln gering giftig, und zwar in allen Pflanzenteilen bis auf die Beeren.
Nach Stürmen heruntergebrochene Büsche der Nadelholz-Misteln und männliche Exemplare der Laubholz-Mistel können verfüttert werden und sind im Winter bei Vieh und Wild willkommenes Grünfutter. Die weiblichen Büsche der Laubholz-Rasse sollten allerdings wegen ihrer innen ganz ungewöhnlich klebrigen Beeren als Futter gemieden werden, da die zerkauten Beeren äußerst unangenehm auf der Zunge und im Rachen hängenbleiben können. Kinder sind dringend vor diesen Beeren zu warnen.

## Verwendung

### Allgemeine Verwendung
Die Früchte vor allem der Eichenmistel (die allerdings zu einer anderen Familie gehört), genannt auch Leimmistel, wurden früher wegen des klebrigen Mesokarps zur Herstellung von Vogelleim verwendet. In einigen europäischen Ländern ist diese aus tierschutzrechtlichen Gründen EU-weit verbotene Art des Vogelfangs weiterhin verbreitet. 
Misteln eignen sich sehr gut für Wildgärten, da sie einfach anzupflanzen sind, denn es reicht aus, die frischen noch klebrigen Samen an eine junge Borke eines geeigneten, nicht mistelfesten Wirtsbaumes anzuheften.

### Verwendung als Heilpflanze
Mistelzubereitungen wurden mutmaßlich in verschiedenen Behandlungssituationen seit vielen Jahrhunderten eingesetzt. So hat der griechische Arzt Hippokrates von Kos die Mistel als Heilpflanze genutzt, er empfahl sie gegen die „Milzsucht“. Tabernaemontanus empfahl sie gegen Epilepsie, Würmer, Aussatz, Gicht, Lungenleiden, Ohrenschmerzen, Gelbsucht und Blutfluss.
Als Heildroge dienten früher die getrockneten jungen Zweige mit Blättern, Blüten und Früchten. Inhaltsstoffe sind Lektine (Glykoproteine), Viscotoxine (toxische Polypeptide), wasserlösliche Polysaccharide, biogene Amine, Flavonoide, Lignane und Cyclitole wie Viscumitol und Phenolcarbonsäuren.
Zur Anwendung wurden traditionell Misteltee oder auch entsprechende Fertigpräparate mit Mistelextrakten zur Unterstützung des Kreislaufs bei Neigung zu Hypertonie verordnet.
Als Misteltherapie findet sie heute Anwendung in der komplementären Krebsbehandlung und im Rahmen der Palliativmedizin zur Verbesserung der Lebensqualität. Trotz langjähriger Anwendung und Forschung ist durch methodisch einwandfreie Studien nicht eindeutig belegt, dass Mistelpräparate das Tumorwachstum hemmen oder gar Krebspatienten heilen können.

## Mythologie
Die Mistel war schon in der Mythologie des Altertums bekannt und wurde von den gallischen Priestern, den Druiden, als Heilmittel und zu kultischen Handlungen benutzt. Keltischen Priestern galten besonders die seltenen Exemplare, die auf Eichen wuchsen, als heilig. Sie galt nicht nur als Wunderpflanze gegen Krankheiten, sondern wurde auch als Heiligtum verehrt, als Zeichen des immerwährenden Lebens und war für Kelten und Germanen ein Fruchtbarkeitssymbol. Die Germanen glaubten, dass die Götter die Mistelsamen in die Bäume streuten, sie also ein Geschenk des Himmels seien.
Auch heute noch werden einige alte Bräuche gepflegt. So ist die Mistel in einigen Ländern, wie beispielsweise der Schweiz, ein Fruchtbarkeitssymbol. In England gibt es ein Ritual, dass ein Mistelzweig in der Weihnachtszeit über die Tür gehängt wird und die junge Dame, die sich unter diesem Mistelzweig befindet, auf der Stelle geküsst werden darf. In Frankreich wird ein Mistelzweig am Neujahr auch über die Tür gehängt und jedermann küsst die Verwandten und die Freunde darunter. Ein Spruch wird auch gesagt: Au gui, l’an neuf, das heißt „Mit der Mistel kommt das Neujahr“.
In der germanischen Mythologie wurde der Asengott Balder mit einem Mistelzweig getötet.

## Ähnliche Arten
Vergleiche auch:
- Rotbeerige Mistel (Viscum cruciatum), eine ebenfalls zweihäusige Verwandte der Weißbeerigen Mistel, mit disjunkten Vorkommen im südlichen Spanien (Andalusien), nordwestlichen Afrika und in Palästina, die vorwiegend auf Ölbaumgewächsen wie dem Ölbaum und dem Flieder parasitiert. Auch deren Früchte weisen meist mehrembryonige Samenkerne auf.
- Eichenmistel, Riemenblume (Loranthus europaeus)
- Zwergmistel (Viscum minimum), ein Vollparasit/Endophyt im Inneren einiger kakteenähnlichen Wolfsmilch-Arten in Südafrika, mit roten Beeren.
- Zwergmisteln im eigentlichen Sinne (Arceuthobium) sind die blattlosen, unscheinbaren, aber forstlich teilweise sehr schädlichen Arten der zu den Viscaceae gehörenden Gattung. Diese parasitieren nur an Nadelgehölzen. Sie sind über die ganze Nordhemisphäre verbreitet. Sie schleudern ihre Samen mit extremem Wasserdruck bis zu zwanzig Meter weit, ein im Pflanzenreich äußerst seltener Ausbreitungsmechanismus (Canadian Journal of Botany. Band 82, S. 1566). Besonders artenreich treten sie in Nordamerika auf. In Europa kommt aus dieser etwas über 40 Arten umfassenden Gattung nur die sehr unauffällige Wacholdermistel (Arceuthobium oxycedri) vor, zum Beispiel in Südfrankreich.